# Paul Douma
Paul Douma (* 21. November 1962 in St. Catharines) ist ein ehemaliger kanadischer Ruderer, der 1985 den Weltmeistertitel im Doppelvierer gewann.

## Karriere
Der 1,91 m große Paul Douma vom St. Catharines Rowing Club bildete 1985 zusammen mit Doug Hamilton, Robert Mills und Melvin LaForme den kanadischen Doppelvierer, wobei nur noch Hamilton aus der Crew dabei war, die bei den Olympischen Spielen 1984 in Los Angeles die Bronzemedaille gewonnen hatte.
Bei den Weltmeisterschaften 1985 in Hazewinkel siegten die Kanadier mit 0,28 Sekunden Vorsprung vor dem Boot aus der DDR, dahinter erhielt der Doppelvierer aus der Tschechoslowakei die Bronzemedaille. Ein Jahr später siegte bei den Weltmeisterschaften 1986 in Nottingham der Doppelvierer aus der Sowjetunion vor den Polen, dahinter erruderten die vier Kanadier Bronze. 1987 siegte der Doppelvierer aus der UdSSR bei den Weltmeisterschaften 1987 in Kopenhagen vor den Norwegern, dahinter gewannen Hamilton, Mills, Douma und LaForme wie im Vorjahr Bronze. Bei den Olympischen Spielen 1988 in Seoul verpassten die vier Kanadier als Letzte des Halbfinales das A-Finale und belegten als Dritte des B-Finales insgesamt den neunten Platz.